# Kahlúa

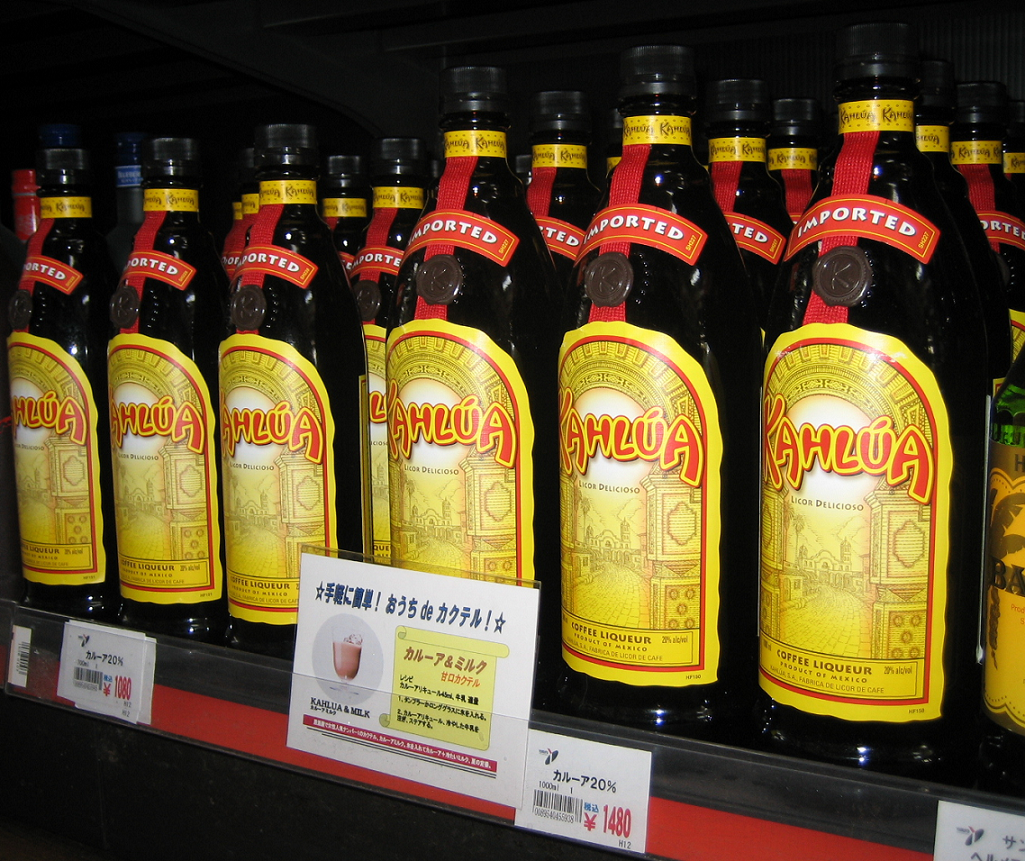
Kahlúaflessen

Kahlúa is de merknaam van een alcoholische drank. 
Ze wordt gemaakt door de internationale fabrikant Pernod Ricard en is een (van oorsprong Mexicaanse) koffielikeur als Tia Maria. Anders dan Tia Maria wordt Kahlúa gemaakt in White Plains, New York. In de smaak zijn hinten van rum, vanille en karamel te herkennen. Ze kan puur of met ijs worden gedronken, en wordt ook vaak gebruikt als ingrediënt voor cocktails (bijvoorbeeld B-52, White Russian en Black Russian), met koffie, of in een nagerecht.
In Nederland bevat Kahlúa 16% vol. alcohol. Er zijn tegenwoordig ook varianten: Kahlúa Especial, 35% vol. alcohol; Kahlúa Mocha; Kahlúa French Vanilla; Kahlúa Hazelnut, alle drie met 20% vol. alcohol. Verder zijn er ook ready-to-drink versies als White-russian, Mudslide en B-52 op de markt.
Een andere bekende variant van de Kahlúa is de Blow Job. Deze cocktail is vaak een mix tussen Kahlúa en Baileys samen met slagroom.